# Manos: The Hands of Fate
Manos: The Hands of Fate (alternatieve schrijfwijzen: "Manos" The Hands of Fate of Manos, the Hands of Fate) is een Amerikaanse horrorfilm uit 1966, geschreven, geproduceerd en geregisseerd door Harold P. Warren. Hij speelde ook mee in de film naast acteurs als Tom Neyman en John Reynolds.
De film heeft tegenwoordig een cultstatus.

## Verhaal
De film opent met beeldmateriaal van Michael, zijn vrouw Margaret, hun jonge dochter Debbie en hun hond Peppy. Ze zijn op vakantie en zoeken de "Valley Lodge." Onderweg stoppen ze bij een huis om de weg de vragen. Dit huis wordt bewoond door een bizarre satyr-achtige man genaamd Torgo. Hij past op het huis “zolang de meester weg is”. Volgens hem halen ze Valley Lodge niet meer voor het donker is. Ondanks bezwaren van zowel Torgo als Margareth haalt Michael Torgo over om het gezin die nacht in zijn huis te laten slapen. In het huis valt de familie meteen een groot schilderij op met daarop een eng uitziende man met een zwarte hond.
Die nacht wordt de familie opgeschrikt door een gehuil. Michael neemt een kijkje en vindt het dode lichaam van Peppy. Margaret staat erop dat ze meteen vertrekken. Torgo helpt hen met inpakken, en laat ondertussen blijken dat hij een oogje heeft op Margareth. Hij confronteert haar met het nieuws dat ze gedoemd is de zoveelste bruid van de meester te worden. Hij vertelt haar tevens niets tegen Michael te zeggen. Michael ontdekt ondertussen dat de auto niet wil starten, en er geen telefoon in het huis is. Ze moeten de rest van de nacht dus wel blijven.
Debbie, die nog niets weet over Peppy’s dood, besluit haar hond te gaan zoeken. Even later zien Michael en Margareth haar met een hond die sprekend lijkt op de hond van het schilderij. Op de vraag waar ze de hond heeft gevonden, leidt Debbie hen naar een tombe waar “de meester” en enkele vrouwen liggen te slapen. De familie haast zich terug naar het huis, waar Michael een verklaring wil eisen van Torgo.
Torgo is echter al zelf naar de tombe gegaan. De meester ontwaakt en wekt ook zijn vrouwen. Een kort debat over het lot van de familie breekt los. Een van de vrouwen wil de familie offeren, terwijl een andere de levens van Michael en zijn dochter wil sparen. De meester onderbreekt de discussie en besluit om Torgo en zijn eerste vrouw te offeren aan een mysterieus wezen genaamd "Manos". Terwijl de meester Torgo gaat halen, discussiëren de vrouwen verder.
De meester confronteert Torgo in het huis, en neemt hem mee naar de tombe. Daar offert hij zijn eerste vrouw, maar Torgo kan ontsnappen met enkel een verbrande hand. In het huis verschanst de familie zich in hun kamer voor de meester en zijn vrouwen. Met wat pistoolschoten probeert Michael de aandacht van twee politieagenten te trekken, maar die vertrekken al snel weer wanneer ze de schutter niet kunnen vinden. De meester dringt de kamer binnen, en Michael probeert hem tevergeefs neer te schieten. Het scherm kleurt zwart.
In de laatste scène van de film arriveren twee vrouwen bij het huis na te zijn verdwaald. Ze worden begroet door Michael, die beweert op het huis te letten tot de meester terug is. Debbie en Margareth slapen samen met de meester en de andere vrouwen in de tombe.

## Rolverdeling
| Acteur            | Personage     |
| ----------------- | ------------- |
| Tom Neyman        | The Master    |
| John Reynolds     | Torgo         |
| Diane Mahree      | Margaret      |
| Harold P. Warren  | Michael       |
| Stephanie Nielson | Master's Wife |
| Sherry Proctor    | Master's Wife |
| Robin Redd        | Master's Wife |
| Jackey Neyman     | Debbie        |

## Achtergrond

### Productie
De film was het resultaat van een weddenschap die Warren had gemaakt met scenarioschrijver Stirling Silliphant. De weddenschap hield in dat hij met een zeer beperkt budget een horrorfilm kon maken. Warren bemachtigde een bedrag van $ 19.000, en huurde wat acteurs in van een lokaal theatergezelschap. Daar hij hen niet direct kon betalen, beloofde hij hen elk een deel van de opbrengst van de film.
De film ging in productie onder de werktitel The Lodge of Sins. De film werd in de zomer van 1966 opgenomen. Pas later werd de titel veranderd in "Manos" The Hands of Fate.
Manos is Spaans voor handen. Letterlijk kan de titel dus vertaald worden als Handen: De handen van het lot.
Al in een vroeg productiestadium brak een van de actrices haar been. Derhalve herschreef Warren haar rol zo dat ze alleen maar hoefde te zitten.
De nachtscènes waren het lastigst voor Warren daar hij ze daadwerkelijk ’s nachts opnam en niet de gebruikelijke “shooting day-for-night” techniek gebruikte. De camera’s werden voor deze scènes omgeven door lampen, die vaak honderden motten aantrokken.
Warrens onbekwaamheid in het maken van films werd op een gegeven moment zelfs de crew te veel. Achter zijn rug om noemden ze de film dan ook Mangos, the Cans of Fruit.

### Ontvangst
De film ging in première in het Capri Theater in Warrens thuisstad El Paso. Warren liet de filmploeg in een limousine naar de première brengen om wat meer Hollywoodgevoel aan de première te geven. Al tijdens de voorstelling bleek dat de film niet het succes was waar Warren op hoopte. In de zaal klonk geregeld gelach als reactie op de slechte kwaliteit van de film. Warren en de ploeg vertrokken snel na de voorstelling.
De film werd korte tijd uitgegeven door Emerson Releasing Corporation.
Veel acteurs uit de film hebben nadien nooit meer aan een film meegewerkt.

### Mystery Science Theater 3000
De film werd bespot in de cultserie Mystery Science Theater 3000 op 30 januari, 1993. Vooral de openingsscène werd veel bespot in de verschillende televisieshows. Daarnaast imiteerden ze de meester en diens hond. Het personage Torgo kwam ook even voor in de aflevering (gespeeld door Mike Nelson). Hij verscheen opeens in Deep 13, en bleef daar enkele afleveringen.
Ook kwam het programma met het Haunting Torgo Theme.
Dit is de naam die het personage Crow gaf aan het eentonige deuntje dat in de vroege scènes wordt afgespeeld als Torgo aan het lopen is.
Manos wordt door fans van de serie vaak gezien als een van de beste afleveringen.
De MST3K behandeling gaf Manos een cultstatus.